# Laidolfo di Capua
Laidolfo di Capua (X secolo – dopo il 999) è stato un principe longobardo che governò il Principato di Capua dal 993 al 999.

## Biografia
Laidolfo era quasi sicuramente l'ultimo figlio di Pandolfo I di Benevento e di sua moglie Aloara di Capua. Non sembrava pertanto destinato a succedere a suo padre, e ricevette in feudo la contea di Teano.
Tuttavia, nel 993, dopo la morte di sua madre, Laidolfo fu coinvolto in un complotto per assassinare il fratello Landenolfo II e riuscì a succedergli come principe di Capua. Nel 994 Laidolfo donò l'eremo di Sant'Angelo in Asprano a Manso, abate di Montecassino, giurando di difendere l’indipendenza dell'abbazia. Nel 999 l’imperatore Ottone III, giunto per la prima volta nell'Italia meridionale, decise di vendicare la morte di Landenolfo II, suo alleato. Laidolfo fu quindi deposto e inviato in Germania come prigioniero insieme a sua moglie Maria. Ottone III lo sostituì con un uomo di sua fiducia, Ademaro, che era stato educato alla corte tedesca e già governava il ducato di Spoleto per conto dell'Imperatore.